# Nucleus subthalamicus
De nucleus subthalamicus is een hersenkern van het centrale zenuwstelsel, die onder de thalamus ligt. Met als functie doorsturen van informatie naar de hoger gelegen hersengebieden.